# Amir Taaki
Amir Taaki (né le 6 février 1988) est un développeur anglo-iranien de jeux vidéo et de logiciels. Taaki est mieux connu en tant que développeur du projet Bitcoin et pionnier de nombreux projets open sources. Forbes mentionne Taaki dans sa liste des 30 meilleurs entrepreneurs de 2014,,.

## Biographie

### Premiers années
Amir Taaki est né le 6 février 1988 à Londres, l'aîné des trois enfants d’une mère anglaise et d’un père iranien. Dès son jeune âge, Taaki ressent de l'intérêt pour la technologie informatique, apprenant seul la programmation informatique.

### Logiciels libres
Après avoir suivi brièvement des cours dans trois universités britanniques, Taaki suit le mouvement du logiciel libre. Il contribue à la création de SDL Collide, une extension de Simple DirectMedia Layer, une bibliothèque open source utilisée par les développeurs de jeux vidéo.
En 2006, Taaki s'implique fortement dans le développement de Crystal Space sous le pseudonyme de genjix. Il développe également plusieurs jeux vidéo faisant usage des logiciels libres, y compris le jeu d'aventure Crystal Core et le jeu de course futuriste Ecksdee. Il participe également au projet Blender « Yo Frankie! ».

### Bitcoin
En 2009 et 2010, Taaki gagnait sa vie en tant que joueur de poker professionnel. Son expérience avec le jeu en ligne l’a attiré dans le projet Bitcoin. Il a fondé un système d’échange de bitcoins appelé « Britcoin », qui a été remplacé en 2011 par un nouveau système d’échange britannique appelé « Intersango », dont il était un développeur principal, et qui a été fermé après que leur compte bancaire au Royaume-Uni a été limité à la suite d'une enquête menée par Metro Bank.
En avril 2011, Taaki et Donald Norman établirent le « Bitcoin Consultancy », un groupe basé sur le développement du projet Bitcoin.